# Grande Prêmio ICODER
O Grande Prêmio ICODER é uma carreira profissional feminina de ciclismo de estrada como clássica ciclista que se realiza na Costa Rica, foi criada em 2018 e recebeu a categoria 1.2 dentro do Calendário UCI Feminino da União Ciclista Internacional. A carreira é organizada pela Federação Costarricense de Ciclismo.

## Palmarés
| Ano  | Vencedor          | Segundo        | Terceiro       |
| ---- | ----------------- | -------------- | -------------- |
| 2018 | Maria Jose Vargas | Jennifer Cesar | Marcela Prieto |

## Palmarés por países
| País       | Vitórias |
| ---------- | -------- |
| Costa Rica | 1        |